# Rigny-Ussé

Rigny-Ussé este o comună în departamentul Indre-et-Loire, Franța. În 1 ianuarie 2022 avea o populație de 526 de locuitori.